# Dalhunden
Dalhunden (en alsacià Dalhunde) és un municipi francès, situat a la regió del Gran Est, al departament del Baix Rin. L'any 1999 tenia 874 habitants.
Forma part del cantó de Bischwiller, del districte de Haguenau-Wissembourg i de la Comunitat de comunes del Pays Rhénan.

## Demografia
| 1962 | 1968 | 1975 | 1982 | 1990 | 1999 |
| ---- | ---- | ---- | ---- | ---- | ---- |
| 677  | 691  | 823  | 846  | 867  | 874  |

## Administració
| Període | Identitat       | Partit | Qualitat |  |
| ------- | --------------- | ------ | -------- |  |
| 2001-   | Laurent Mockers |        |          |  |